# Vestavia Hills
Vestavia Hills es una ciudad ubicada en los condados de Jefferson y Shelby en el estado estadounidense de Alabama. En el año 2000 tenía una población de 24 476 habitantes y una densidad poblacional de 819 personas por km².

## Geografía
Vestavia Hills se encuentra ubicada en las coordenadas 33°25′59″N 86°46′44″O / 33.43306, -86.77889. Según la Oficina del Censo, la localidad tiene un área total de 37,9 km² (14,6 mi²), de la cual 37,9 km² (14,6 mi²) es tierra y 0 km² (0 mi²) (0.00%) es agua.

## Demografía
Según la Oficina del Censo en 2000 los ingresos medios por hogar en la localidad eran de $76,793, y los ingresos medios por familia eran $106,432. Los hombres tenían unos ingresos medios de $72,837 frente a los $37,083 para las mujeres. La renta per cápita para la localidad era de $40,392. Alrededor del 3,1% de la población estaban por debajo del umbral de pobreza.